# Constance Moore

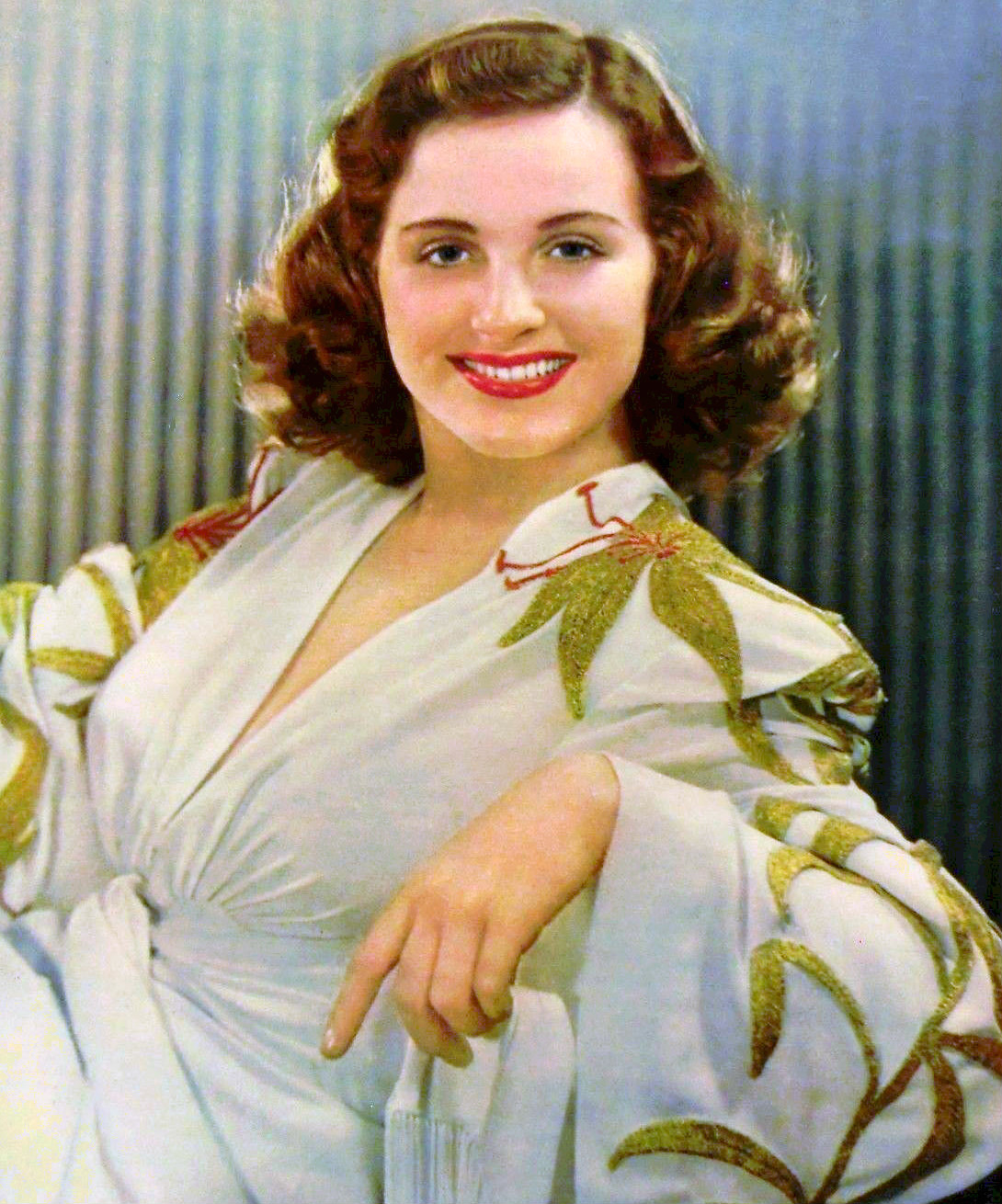
Constance Moore (1941)

Constance Moore, född 18 januari 1919 i Sioux City, Iowa, död 16 september 2005 i Los Angeles, Kalifornien, var en amerikansk skådespelerska och sångerska.
Hon började sjunga i lokalradion medan hon fortfarande studerade vid high school, och upptäcktes av en talangscout. 
Filmdebut 1937 i melodramat Presciption for Romance.
Hon medverkade i en rad B-filmer, varav de mest kända är Jag vill ha vingar (1941), Show Business(1944) och Atlantic City (1944).